# Love Live! School Idol Project
Love Live! School Idol Project (ラブライブ! School idol project Rabu Raibu! Sukuru Aidoru Purojekuto?), también conocida como Love Live!, es un proyecto multimedia japonés, desarrollado conjuntamente por la revista Dengeki G's Magazine propiedad de ASCII Media Works, el sello discográfico Lantis, y el estudio de animación Sunrise. El proyecto gira en torno a un grupo de chicas de preparatoria que para salvar a su escuela de ser cerrada se convierten en idols.
El proyecto se puso en marcha en la edición de agosto de 2010 de la revista Dengeki G's Magazine, y comenzaron a producirse, discos de música, vídeos musicales de anime, dos adaptaciones a manga, un anime  y videojuegos. El anime cuenta con dos temporadas, de 13 episodios cada una, ambas producidas por Sunrise y dirigida por Takahiko Kyogoku. Se emitieron en Japón, la primera, entre enero y marzo de 2013, y la segunda entre abril y junio de 2014. También, se ha lanzado una película, el 13 de junio de 2015 que continúa con la trama de la serie.

## Argumento
Honoka Kousaka es una chica que ama su escuela, la Academia Otonokizaka. Cuando se anuncia que la escuela tiene que cerrar debido a la falta de nuevas alumnas, Honoka se muestra totalmente decidida a salvarla. Al enterarse de que las idols escolares son muy populares, Honoka y sus amigas forman un grupo musical de School Idols llamado "μ's" (Muse, pronunciado "mius") con el fin de atraer a nuevas estudiantes. Una vez que consiguen su objetivo de impedir el cierre de su escuela, las chicas de μ's apuntan a terrenos más elevados y participan en "Love Live", la competición de School Idols definitiva con los mejores grupos del país.

## Personajes

### Love Live! School Idol Project

#### Miembros deμ's
Honoka Kōsaka (高坂 穂乃果 Kōsaka Honoka?)
 Seiyū: Emi Nitta
Honoka, personaje principal de la serie, es una estudiante de segundo año de la preparatoria Otonokizaka. Su familia trabaja en una tienda de  wagashi  llamada Homura. Honoka tiene una personalidad alegre, y nunca se da por vencida en nada, hasta el punto de llegar a sobreesforzarse a sí misma. Sus aficiones incluyen la natación y coleccionar pegatinas. Es la líder de μ's, y suele tomar la posición de centro en las canciones. Más tarde releva a Eli como presidenta del consejo estudiantil.
Kotori Minami (南 ことり Minami Kotori?)
 Seiyū: Aya Uchida
Kotori es compañera de clase y amiga de la infancia de Honoka, además es hija de la directora de la Academia Otonokizaka (Seiyū: Noriko Hidaka), a quien se parece mucho. Es conocida por tener la cabeza en las nubes a pesar de tener responsabilidad como supervisora de vestuario del grupo y coreógrafa. También tiene un corazón muy amable y nunca quiere herir a nadie. Más tarde se convierte en integrante del consejo estudiantil junto a Honoka y Umi.
Umi Sonoda (園田 海未 Sonoda Umi?)
 Seiyū: Suzuko Mimori
Umi es compañera de clase y amiga de la infancia de Honoka, así como miembro del club de  kyūdō . Suele controlar a Honoka y actúa como la voz de la razón cuando a esta se le ocurre algún plan descabellado. Como hija de una familia tradicional, Umi tiene experiencia en kendō, koto, nagauta, caligrafía y el baile tradicional. Más tarde releva a Nozomi como vicepresidenta del consejo estudiantil.
Maki Nishikino (西木野 真姫 Nishikino Maki?)
 Seiyū: Pile
Maki es una estudiante de honor de primer año de preparatoria, que debe llegar a ser médica y heredar el hospital de sus padres a pesar de ser una talentosa cantante y  pianista, aunque en un principio rechaza unirse a μ's, cambia de opinión poco después. Maki es la compositora principal y entrenadora vocal del grupo. Más tarde se convierte en la vicepresidenta del Club de Estudios idol. Se le reconoce normalmente por su comportamiento tsundere.
Rin Hoshizora (星空 凛 Hoshizora Rin?)
 Seiyū: Riho Iida
Rin es una estudiante de primer año de preparatoria. Es atlética, experta en vallas, forma parte de la asociación de fútbol y de baloncesto. Su mejor amiga es Hanayo, con quien comparte amistad desde la infancia. Al igual que Honoka, Rin tiene una personalidad alegre, pero pierde fácilmente la motivación y, debido a un trauma de la infancia, se considera a sí misma como una chica poco femenina. También tiene el hábito de actuar como un gato. Más tarde se convierte en la líder suplente de μ's.
Hanayo Koizumi (小泉 花陽 Koizumi Hanayo?)
 Seiyū: Yurika Kubo
Hanayo es una estudiante de primer año de preparatoria. Está interesada en el dibujo, el origami y, especialmente, en las idols a pesár de su gusto incontrolable por el arroz. Su mejor amiga es Rin, con quien comparte amistad desde la infancia. Suelen referirse a ella como Kayo, que es una lectura alternativa del kanji en su nombre. Además, entre el elenco principal, es la que mejor maneja a los niños. Su eslogan es: "Por favor alguien ayudeme!", o una variación en función de los medios de comunicación. Es una chica tímida que soñaba con ser una idol desde que era pequeña. Más tarde se convierte en presidenta del Club de Estudios idol, relevando a Nico.
Nico Yazawa (矢澤 にこ Yazawa Nico?)
 Seiyū: Sora Tokui
Nico es una estudiante de tercer año de preparatoria interesada en la moda, y por lo tanto actúa como supervisora de vestuario del grupo junto a Kotori. Creció admirando a las idols y aspira a convertirse en una. Sin embargo, muy a su pesar, Nico tiene la apariencia y el comportamiento de una niña a pesar de su edad, parece mucho más joven que el resto del grupo. Nico formó el Club de Estudios idol, pero las miembros del club lo fueron abandonando una tras otra, debido a sus altos estándares. Cuando Honoka y sus amigas le piden que convierta el club en base de operaciones de μ's, esta se niega, pensando que ellas no se toman en serio y están muy lejos de llegar a convertirse en ídols. Hasta que los esfuerzos de las chicas la convencen y acepta, por lo que también se une al grupo. Después de graduarse, cede la presidencia del club a Hanayo. Nico tiene tres hermanos menores:
(Seiyū: Sora Tokui) son Kokoa Yazawa (矢澤 ココア Yazawa Kokoa?)  , Kokoro Yazawa (矢澤 ココロ Yazawa Kokoro?)  y Kotarō Yazawa (矢澤 虎太郎 Yazawa Kotarō?).
Eli Ayase (絢瀬 絵里 Ayase Eli?)
 Seiyū: Yoshino Nanjō
Eli cursa el tercer año de preparatoria y es la presidenta del consejo estudiantil de la Academia Otonokizaka. Muestra una alta determinación por salvar la escuela, y en un principio se opone rotundamente al plan de Honoka, aunque termina por unirse a μ's.
Ella es parte rusa (por parte de su abuela), por lo que tiende a decir la palabra "хорошо" [xərɐʂo] (pronunciado "harasho" | lit. "bueno"). Eli cuenta con mucha experiencia como bailarina de ballet, lo que la califica para ser la coreógrafa del grupo. Tiene dos hermanos, pero solo su hermana Alisa aparece en el anime.
Nozomi Tojo (東條 希 Tōjō Nozomi?)
 Seiyū: Aina Kusuda
Nozomi cursa tercer año de preparatoria y es la vicepresidenta del consejo estudiantil, es la mayor del grupo. Actúa como la voz de la razón que ayuda a Eli; quien fue la primera amiga que hizo tras pasar toda su vida escolar de un lugar a otro debido al trabajo de sus padres. Por lo que eligió vivir sola con el fin de seguir estudiando en Otonokizaka. Ella también actúa como la líder espiritual del grupo e incluso fue la que otorgó el nombre de μ's al grupo basándose en la mitología griega. Aunque no es de esa región, Nozomi habla con el dialecto de Kansai. Su hobby es la adivinación del futuro y tiene la costumbre de andar a tientas de otras chicas cuando las observa distraídas o deprimidas, buscando la forma de "animarlas".

### Otros personajes
Yukiho Kōsaka (高坂 雪穂 Kōsaka Yukiho?)
 Seiyū: Nao Tōyama
Yukiho es la hermana menor de Honoka.
Alisa Ayase (絢瀬 亜里沙 Ayase Alisa?)
 Seiyū: Ayane Sakura
Alisa es la hermana menor de Eli y una gran fan de μ's. Vivió la mayor parte de su vida en el extranjero, por ser de ascendencia rusa por parte de su abuela. Hace poco se mudó a Japón, por lo que no está muy familiarizada con gran parte de las costumbres japonesas. Al igual que su hermana, tiende a decir la palabra rusa "хорошо" [xərɐʂo] (lit. "bueno").
Tsubasa Kira (綺羅 ツバサ Kira Tsubasa?)
 Seiyū: Megu Sakuragawa
Tsubasa es la líder del grupo rival A-Rise y es estudiante de la Escuela Secundaria UTX.
Erena Tōdō (統堂 英玲奈 Tōdō Erena?)
 Seiyū: Maho Matsunaga
Erena es miembro de A-Rise con un aspecto más adulto que las demás y es estudiante de la Escuela Secundaria UTX.
Anju Yūki (優木 あんじゅ Yūki Anju?)
 Seiyū: Ayuru Ōhashi
Anju es miembro de A-Rise y es estudiante de la Escuela Secundaria UTX.

## Producción
El proyecto fue anunciado por primera vez en la edición de julio de 2010 de la revista Dengeki G's Magazine, la cual reveló que trabajaría en conjunto con el estudio de animación de Sunrise y el sello discográfico Lantis para coproducirlo.  Finalmente el proyecto se inició oficialmente con la edición de agosto de 2010 de la revista Dengeki G's Magazine, momento en el que se presentó la historia, los personajes, y una explicación más detallada del proyecto. Desde la primera edición de Love Live!, que ASCII Media Works publicó en su revista Dengeki G's Magazine, los editores han recibido y utilizado las opiniones de los lectores, como influencia directa para el desarrollo de la historia. El plan original para la historia fue escrito por Sakurako Kimino], quien también escribe historia cortas de Love Live! que aparecen en la revista Dengeki G's Magazine. El diseño original de los personajes y las ilustraciones fueron realizados por Yuhei Murota.
A partir de agosto de 2010, se han celebrado periódicamente concursos de popularidad, por medio de teléfonos móviles, para clasificar los personajes, lo que influye en las posiciones de las ídols en los vídeos musicales de anime producidos por Sunrise, es decir, la ídol que ocupa el primer lugar en un concurso determinado estará en la posición central en el siguiente vídeo musical. Las encuestas también se utilizan para determinar diferentes aspectos de las ídols, como los peinados y trajes. A partir de la edición de noviembre de 2010 de la revista Dengeki G's Magazine, los lectores fueron encuestados para determinar el nombre del Grupo de ídols. Después de que los editores, habían reducido la lista a los cinco nombres más populares, los lectores fueron encuestados nuevamente, en última instancia, eligieron el nombre μ's. Se utilizó un sistema de votación similar para determinar los nombres de las tres mini unidades: Printemps, BiBi, y Lily White.

## Medios de comunicación

### Manga

#### Love Live!
La primera adaptación al manga se tituló  Love Live! , escrito por Sakurako Kimino e ilustrado por Arumi Tokita. Comenzó su serialización en la revista Dengeki G's Magazine en enero de 2012. Esta serialización terminó en la edición mensual de mayo de 2014 de la revista, ya que fue trasladado a la revista Dengeki G's Comic, a partir de la edición de junio de 2014.

El primer volumen tankōbon fue lanzado el 27 de septiembre de 2012, hasta el 27 de mayo de 2014, se han lanzado tres volúmenes.

#### Lista de volúmenes deLove Live!
| #  | Fecha de publicación     | ISBN              | Ref.   |
| -- | ------------------------ | ----------------- | ------ |
| 01 | 23 de septiembre de 2012 | 978-4-04-886936-2 | [ 13 ] |
| 02 | 27 de junio de 2013      | 978-4-04-891690-5 | [ 15 ] |
| 03 | 27 de mayo de 2014       | 978-4-04-866595-7 | [ 14 ] |

#### Love Live! School Idol Diary
La segunda adaptación al manga se tituló Love Live! School Idol Diary, fue escrito por Kimino e ilustrado por Masaru Oda, comenzó su serialización en la edición de junio de 2014 de Dengeki G's Comic. El primer volumen de Love Live! School Idol Diary se publicó el 26 de septiembre de 2014. Hasta el 27 de febrero de 2015 se han publicado dos volúmenes.

#### Lista de volúmenes deLove Live! School Idol Diary
| #  | Fecha de publicación     | ISBN              | Ref.   |
| -- | ------------------------ | ----------------- | ------ |
| 01 | 27 de septiembre de 2014 | 978-4-04-866890-3 | [ 16 ] |
| 02 | 27 de febrero de 2015    | 978-4-04-869295-3 | [ 17 ] |

#### Libro recopilador
Un libro recopilador, titulado La historia de Love Live!, se lanzó el 10 de septiembre de 2014. Cuenta con todos los artículos publicados, sobre Love Live!, entre los julio de 2010 y febrero de 2013, en las revistas Dengeki G's Magazine y Dengeki G's Comic.

### Anime
Su primera adaptación al anime consta de 13 episodios, fue producida por Sunrise, y dirigida por Takahiko Kyogoku. Se transmitió en Japón, por Tokio MX, entre el 6 de enero y 31 de marzo de 2013, a su vez, fue transmitida simultáneamente por Crunchyroll. El opening se titula "Bokura wa Ima no Naka de" (僕らは今のなかで?   lit. "Estamos viviendo el momento") y el ending se llama "Kitto Seishun ga Kikoeru" (きっと青春が聞こえる?   lit. "Sin duda, nuestra juventud se puede escuchar"). Ambos interpretados por μ's (Emi Nitta, Aya Uchida, Suzuko Mimori, Yoshino Nanjō, Pile, Riho Iida, Aina Kusuda, Yurika Kubo y Sora Tokui). Un OVA fue lanzado el 27 de noviembre de 2013.
Una segunda temporada fue transmitida por Tokyo MX entre 6 de abril y 29 de junio de 2014, también se ha transmitido por TV Aichi, Yomiuri TV y BS11, y simultáneamente por Crunchyroll. Su opening es "Sore wa Bokutachi no Kiseki" (それは僕たちの奇跡?   lit. "Ese es nuestro milagro") y el ending es "Donna Toki mo Zutto" (どんなときもずっと?   lit. "Siempre no importa qué") ambos interpretados por μ's. 
La primera temporada se lanzó en formato BD, el 2 de septiembre de 2014.

También se ha realizado una película "Love Live! The School Idol Movie", la cual se estrenó el 13 de junio de 2015.
A mediados del 2016 se presentó un nuevo proyecto bajo el nombre de Love Live! Sunshine!!, el cual cuenta con un elenco de personajes totalmente nuevo.
El 2 de octubre de 2020, se estrenará otro proyecto derivado de Love Live!, llamado Love Live! Nijigasaki High School Idol Club.

### Videojuegos
El primer videojuego de Love Live! se titula Love Live! School ídol Festival, el cual fue desarrollado por KLAB, y se enfoca en el género juego de ritmo. Fue lanzado, de forma gratuita, por Bushiroad para dispositivos iOS el 15 de abril de 2013. más tarde se lanzó para dispositivos Android. El juego fue traducido al inglés y lanzado mundialmente el 11 de mayo de 2014 para ambos tipos de dispositivos, iOS y Android.
Una serie de tres videojuegos pertenecientes al género Acción-Ritmo, fueron desarrollados por Dingo Inc. la serie se titula Love Live! School Idol Paradise, fueron lanzados el 28 de agosto de 2014 para la videoconsola PlayStation Vita Los tres juegos fueron lanzados como  Vol. 1 Printemps ,  Vol.2 BiBi  y  Vol.3 Lily White . Estos juegos vendieron 88.169 copias físicas dentro de la primera semana de lanzamiento en Japón.
Square Enix y Bushiroad han anunciado el desarrollo de Love Live! School Idol Festival ~After School Activity~ para arcades. La máquina recreativa será una adaptación del popular juego para teléfonos inteligentes desarrollado por KlabGames, Love Live! School Idol Festival. El arcade nos permitirá disfrutar de música original, así como coleccionar cartas de perfiles y miembros de la franquicia. Al tratarse de un arcade se le ha subtitulado “~After School Activity~”, en referencia al hecho de desplazarte a un centro especializado donde jugarlo

### Novela ligera
La adaptación a novela ligera de Love Live! se titula  Love Live! School Idol Diary (Love Live! Diario de una School Idol), fue escrita por Kimino y contiene ilustraciones de Yuhei Murota, Natsu Otono y Akame Kiyose. Su primer volumen se lanzó el 30 de mayo de 2013. Hasta el 25 de diciembre de 2014 se han lanzado 12 volúmenes.

La Historia sigue la vida diaria de las School Idol's pertenecientes a μ’s,

#### Lista de volúmenes deLove Live! School Idol Diary(Novela)
| #  | Fecha de publicación     | ISBN              | Nota                                         | Ref.   |
| -- | ------------------------ | ----------------- | -------------------------------------------- | ------ |
| 01 | 30 de mayo de 2013       | 978-4-04-891583-0 | Se centra en Honoka Kōsaka                   | [ 30 ] |
| 02 | 29 de junio de 2013      | 978-4-04-891720-9 | Se centra en Umi Sonoda                      | [ 31 ] |
| 03 | 30 de julio de 2013      | 978-4-04-891721-6 | Se centra en Kotori Minami                   | [ 32 ] |
| 04 | 30 de agosto de 2013     | 978-4-04-891722-3 | Se centra en Maki Nishikino                  | [ 33 ] |
| 05 | 30 de septiembre de 2013 | 978-4-04-891723-0 | Se centra en Hanayo Koizumi                  | [ 34 ] |
| 06 | 28 de noviembre de 2013  | 978-4-04-891724-7 | Se centra en Rin Hoshizora                   | [ 35 ] |
| 07 | 25 de diciembre de 2013  | 978-4-04-891725-4 | Se centra en Nico Yazawa                     | [ 36 ] |
| 08 | 30 de enero de 2014      | 978-4-04-891726-1 | Se centra en Nozomi Tojo                     | [ 37 ] |
| 09 | 5 de abril de 2014       | 978-4-04-891727-8 | Se centra en Eli Ayase                       | [ 38 ] |
| 10 | 30 de agosto de 2014     | 978-4-04-866758-6 | Se centra en las vacaciones de verano de μ's | [ 39 ] |
| 11 | 29 de octubre de 2014    | 978-4-04-866818-7 | Se centra en el Festival de Otoño            | [ 40 ] |
| 12 | 25 de diciembre de 2014  | 978-4-04-866819-4 | Se centra en la Navidad de μ’s               | [ 41 ] |

## Recepción
En 2014,  Love Live!  Ganó el Premio a la Labor Anime a los 19 Animation Kobe Awards, un evento anual de anime en Kobe, Japón.
En 2016, ganó el premio a "Animación del Año" en la ceremonia Tokyo Anime Awards por la película Love Live! The School Idol Movie.